# Oxelösunds skärgård

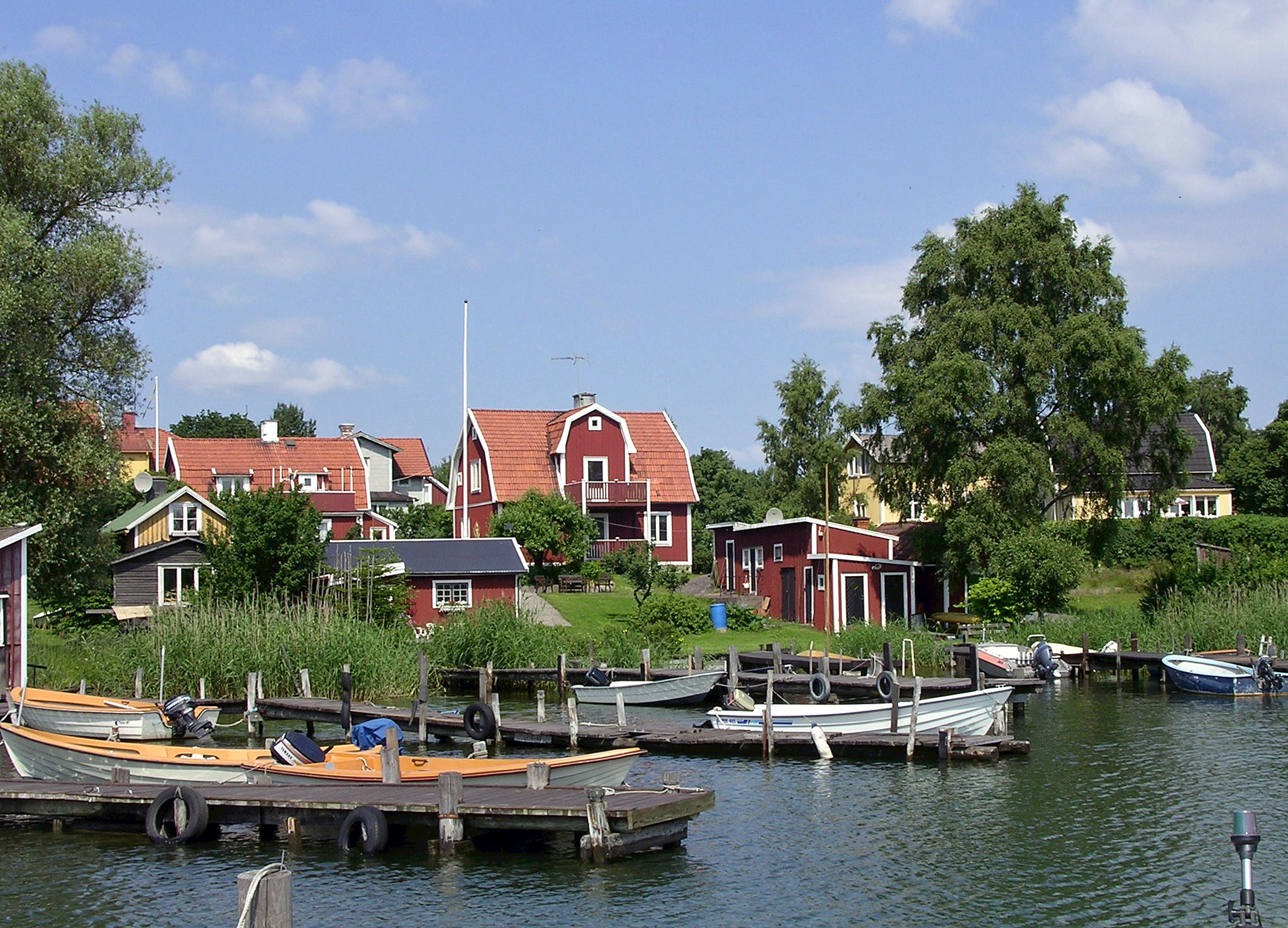
Gamla Oxelösund.

Oxelösunds skärgård är belägen vid sörmlandskusten utanför Oxelösunds kommun. Området saknar formell avgränsning, men sträcker sig i stort från Nyköpings skärgård i norr till "Arkösunds skärgård" i Östgötaskärgården i söder.
De största öarna i Oxelösunds skärgård är Jogersö och Femöre, som kan nås via broar. Därutöver finns ett hundratal öar i den inre och yttre skärgården. Längst ut ligger ön Hävringe som tidigare varit lotsstation. Delar av ön är ett Natura 2000-område vilket innebär att det är skyddat av Länsstyrelsen för att bevaras och förbli orört.

## Bilder

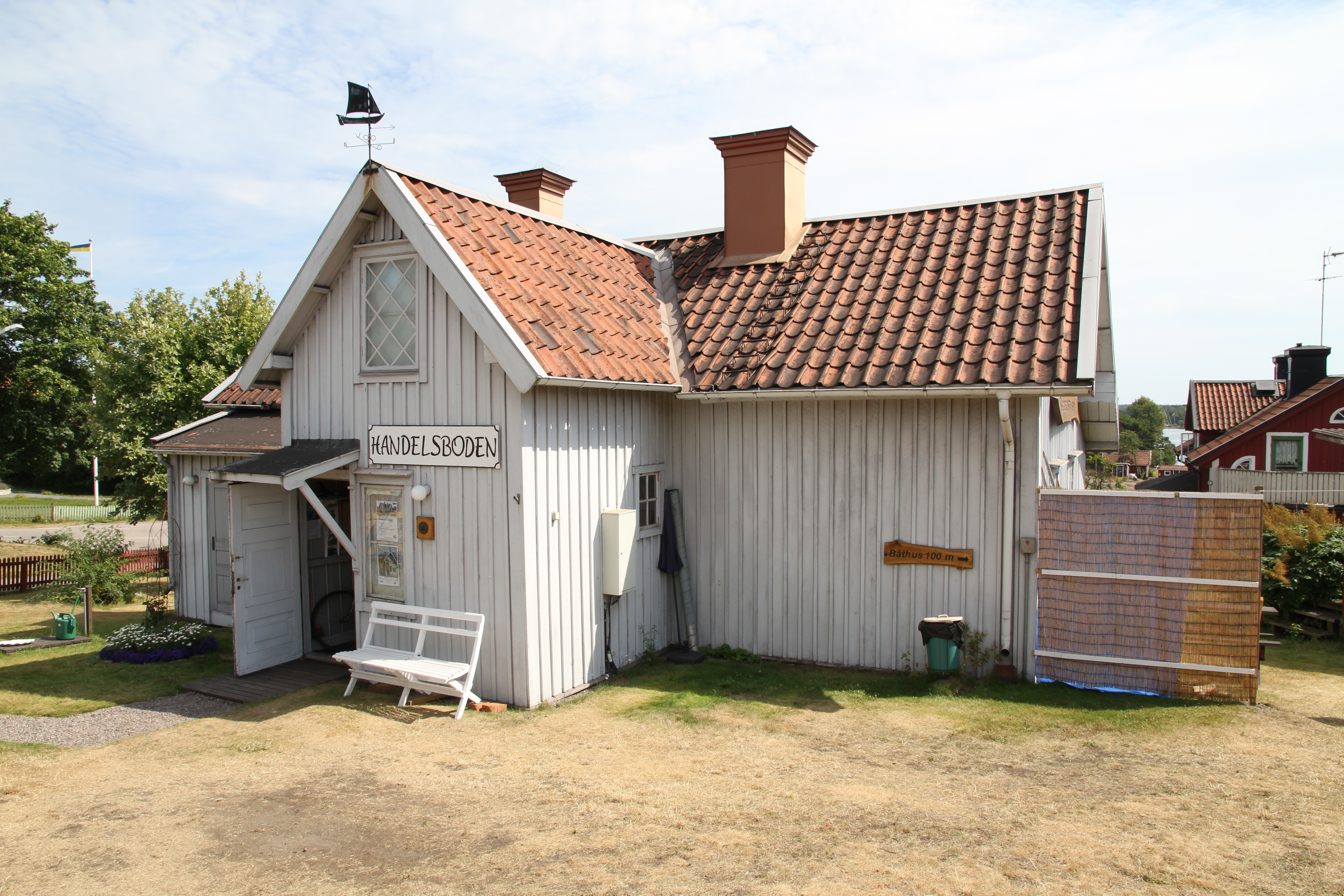
Skärgårdsmuseet i Oxelösund.
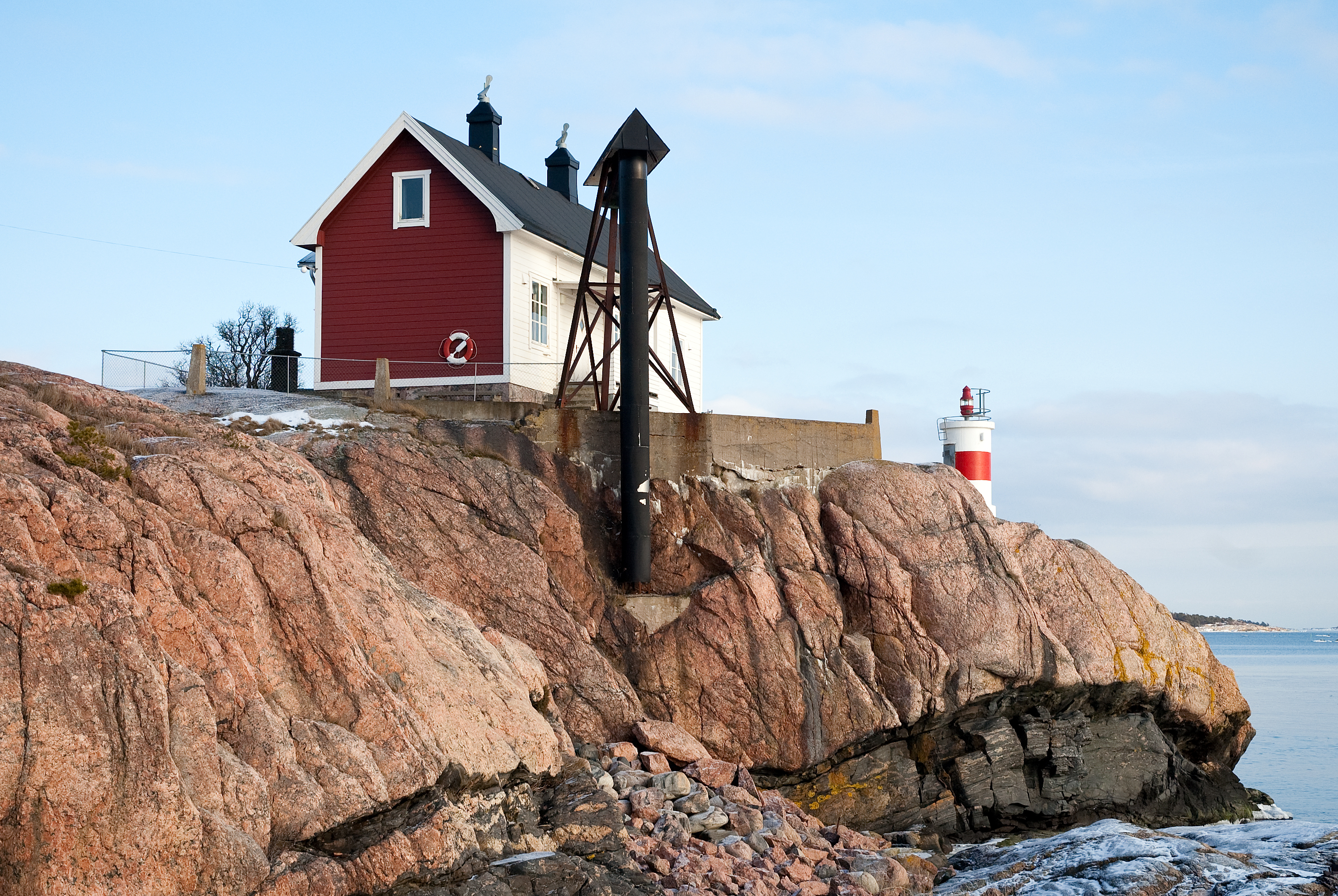
Femöre huvud.
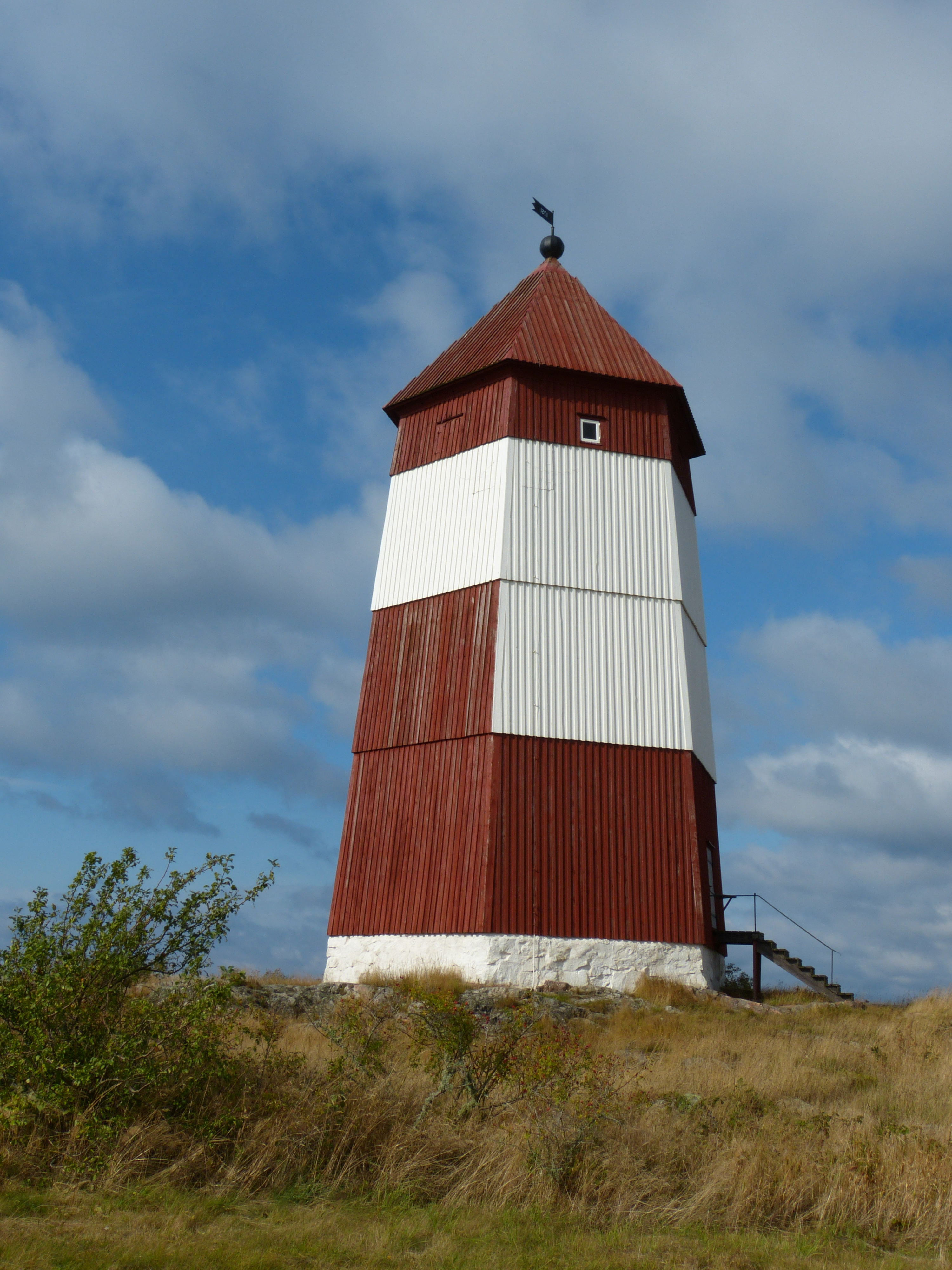
Hävringe båk.
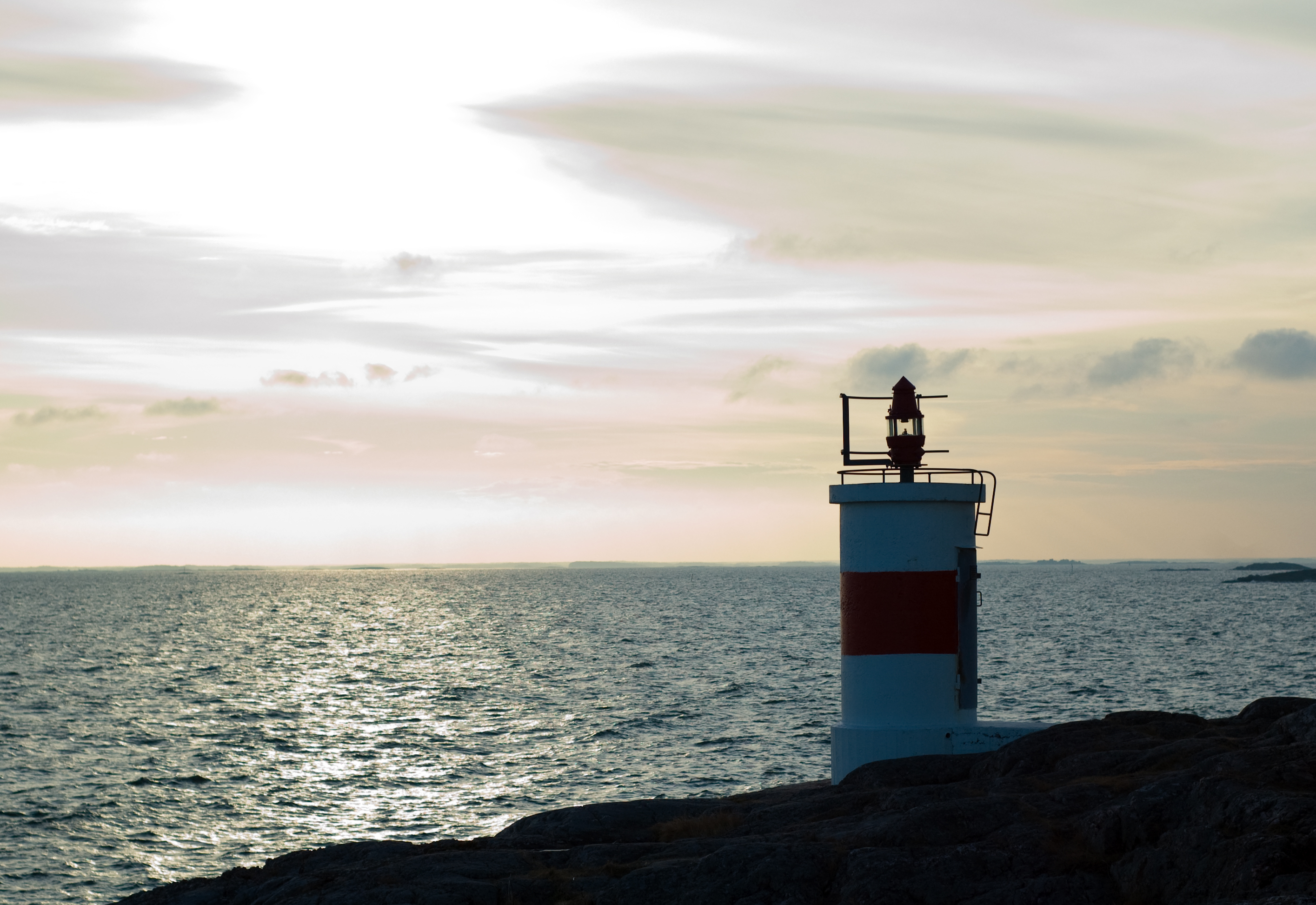
Femöre huvud.
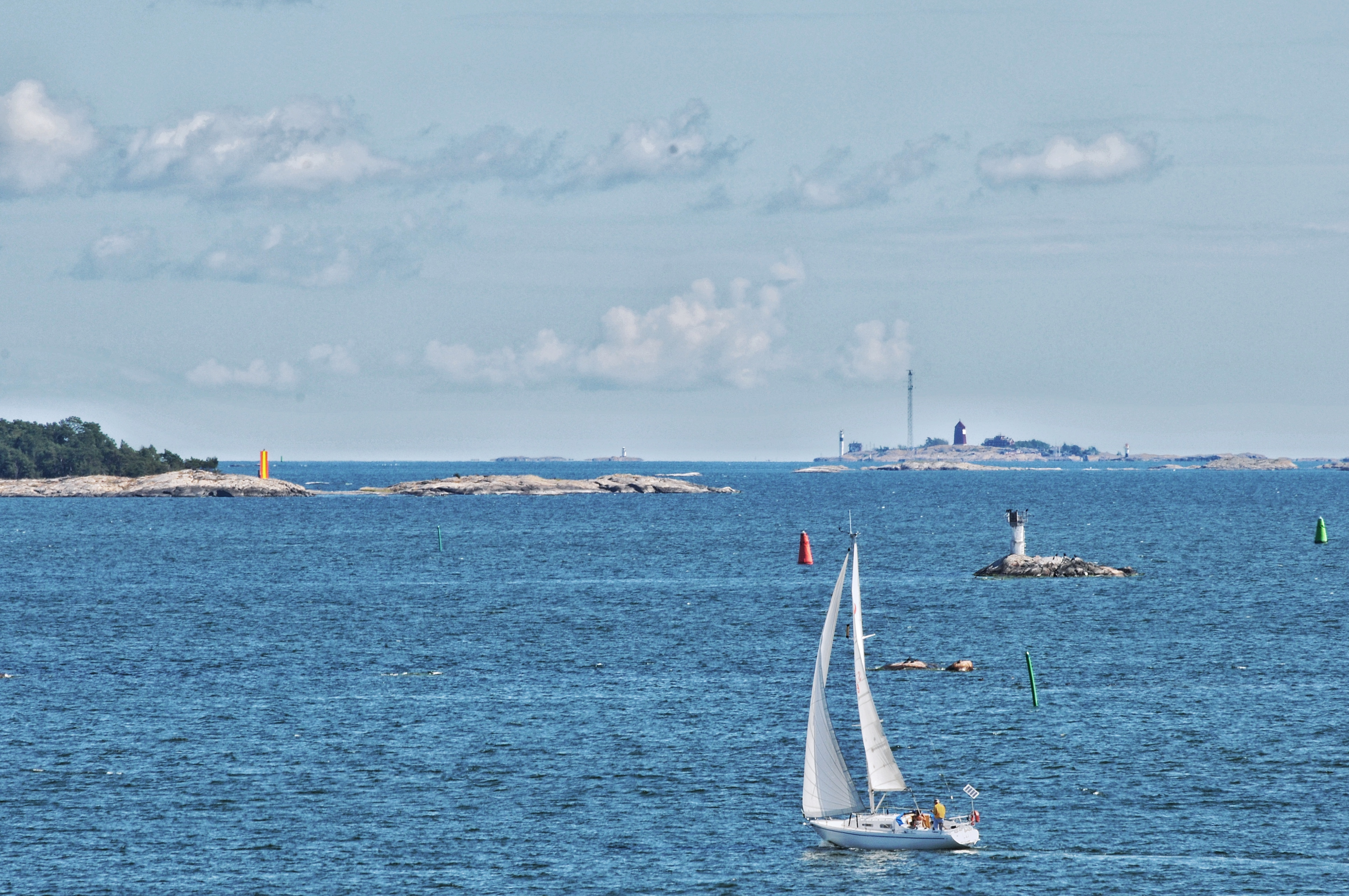
Vy över skärgården med Hävringe i bakgrunden.
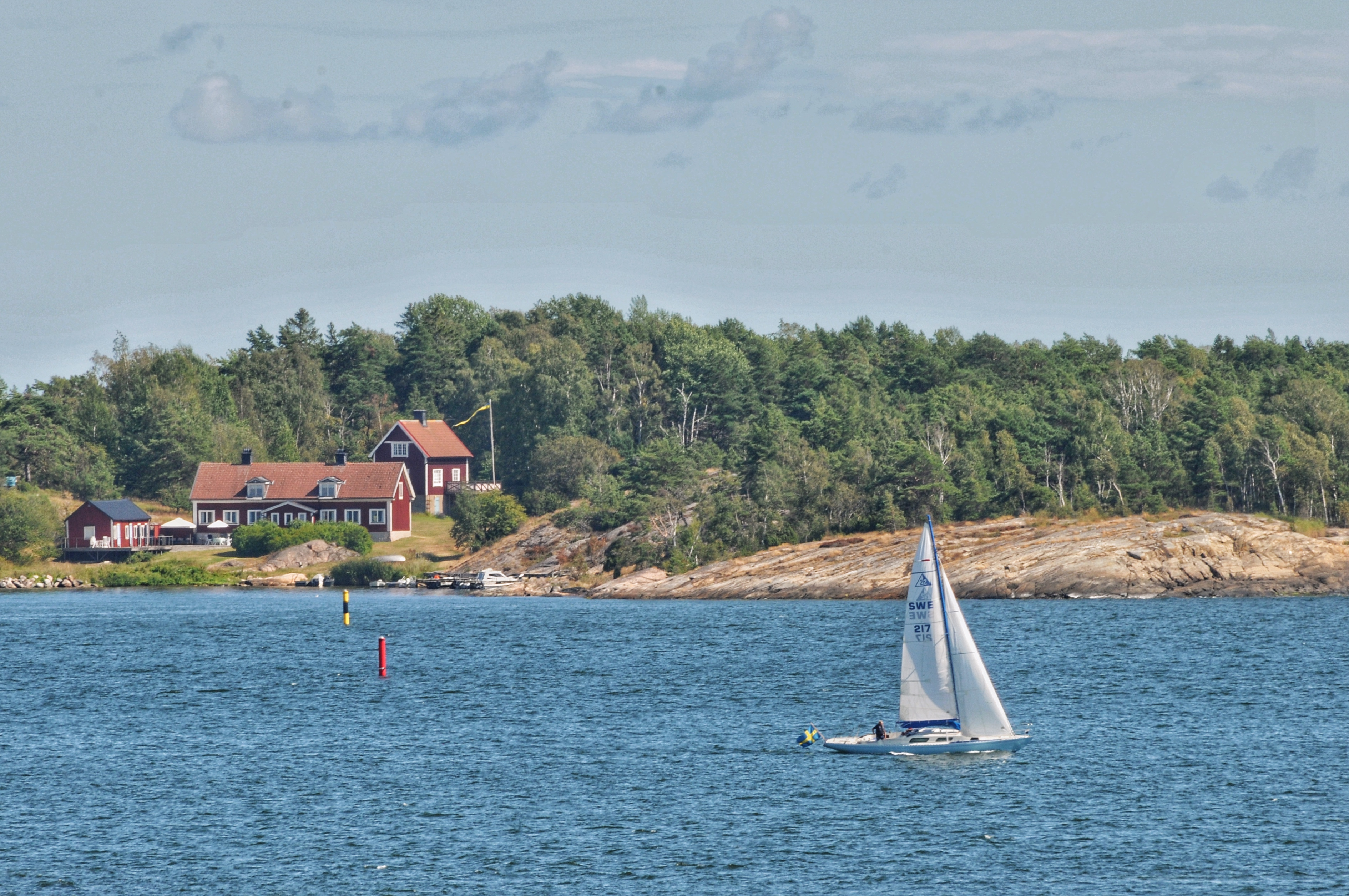
Ön Beten.